# Mathias Møller Nielsen
Mathias Møller Nielsen (Gentofte, Hovedstaden, 19 de març de 1994) és un ciclista danès professional des del 2013. També competeix en la pista.

## Palmarès en pista
- 2012
  -  Campió d'Europa júnior en Persecució per equips (amb Mathias Krigbaum, Elias Busk i Jonas Poulsen)

### Resultats a laCopa del Món
- 2012-2013
  - 1r a Glasgow, en Persecució per equips

## Palmarès en ruta
- 2013
  - 1r al Tour de Berlín
  - Vencedor d'una etapa a la Volta a Eslovàquia